# 15 cm schwere Feldhaubitze M. 15
A 15 cm schwere Feldhaubitze M. 15 az Osztrák–Magyar Monarchia nehézlövege volt I. világháború idején. Az első ilyen típusú tarackok 1916-ban kerültek ki a frontra. A háború végéig összesen 57 ágyúcső és 56 lövegtalp készült el. A háború után az osztrák és csehszlovák hadseregekben szolgáltak, majd az Anschluss és Csehszlovákia német okkupációja után a Harmadik Birodalomba kerültek, ahol 15 cm schwere Feldhaubitze M. 15(t) és (ö) jelzésekkel látták el őket. A Téli háború után Finnország 20 darab ilyen löveget vásárolt, amelyek 1940 október 9-én érkeztek meg. A lövegek eleinte a 21., 22. és 28. Tüzér Zászlóaljban szolgáltak. Mivel túl nehezek voltak, és népszerűtlenné váltak a tüzérek körében, a Folytatólagos háború idején visszavonták őket a frontról.
Az M. 15-ös tulajdonképpen egy átalakított üteg. Az átalakítás célja az M. 14-esek lövedékeinek 3,5 kilométerrel messzebbre való kilövése volt. Csak hegyvidéki szállításhoz bontották szét 4 darabra, síkvidéki szállításhoz nem kellett szétszerelni.

### Fordítás
- Ez a szócikk részben vagy egészben  a(z)   15 cm schwere Feldhaubitze M. 15 című angol Wikipédia-szócikk fordításán alapul.  Az eredeti cikk szerkesztőit annak laptörténete sorolja fel. Ez a jelzés csupán a megfogalmazás eredetét és a szerzői jogokat jelzi, nem szolgál a cikkben szereplő információk forrásmegjelöléseként.